# Hameln (album)
Hameln je studiové album od německé kapely In Extremo.

## Seznam skladeb
1. „Reth“ - 1:27
2. „Quint Je Sui Mis Au Retour“ - 2:49
3. „Stella Splendens“ - 3:50
4. „Bor Bollen Schusseln“ - 3:36
5. „Traubentritt“ - 3:54
6. „Two Sostra/Barpa“ - 2:40
7. „Reth“ - 0:34
8. „Estampre“ - 1:40
9. „Dodet“ - 3:24
10. „Franzosisch“ - 2:24
11. „Reth/Tierliebe“ - 1:41
12. „Bre Rann Ich Da Llerz Merner Liebsten Gewinnen“ - 2:16
13. „Bameln“ - 5:03
14. „Merseburger Zauberspruche“ - 2:14
15. „Lute“ - 2:50
16. „Bonus Fur Insider“ - 0:46